# Det sjungande trädet (målning)
Det sjungande trädet är en oljemålning av den svenske konstnären Isaac Grünewald från 1915. Målningen ingår i Norrköpings konstmuseums samlingar.
Grünewalds poetiska målning föreställer Berzelii park i Stockholm. Bakom det dekorativa trädet i förgrunden syns Berns salongers uteserveringar och den stora synagogan. 
Grünewald ingick i konstnärsgruppen De unga som introducerade modernismen till Sverige. De var inspirerade av Henri Matisse och de franska fauvisterna vars stil utmärktes av starka och djärva färger och ett förenklat formspråk. 
Mauro Scoccos tredje studioalbum från 1992 har hämtat sitt namn från Grünewalds målning.